# Доротей Янаропулос
Вижте пояснителната страница за други личности с името Доротей.
Доротей (на гръцки: Δωρόθεος, Доротеос) е гръцки духовник, костурски митрополит от 1958 до 1973 година.

## Биография
Роден е като Доротеос Янаропулос (Δωρόθεος Γιανναρόπουλος) в Крестена, Олимпия. Завършва богословие в Атинския университет в 1938 г. В 1933 е хиротонисан за дякон, а в 1938 година - за дякон. Работи като военен свещеник, преподавател в Гърция, Адис Абеба и Александрия и директор на Богословския факултет в Коринт. На 26 септември 1958 година става костурски митрополит. На 13 юли 1974 година става митрополит на Атика.